# Manastir Peak
Der Manastir Peak (englisch; bulgarisch връх Манастир wrach Manastir) ist ein felsiger und 1300 m hoher Berg an der Oskar-II.-Küste des Grahamlands auf der Antarktischen Halbinsel. Er ragt 2,94 km südwestlich des Stargel Peak, 9,5 km westnordwestlich des Dymcoff Crag und 7,4 km östlich des Mount Quandary in den Ivanili Heights auf. Der Breniza-Gletscher liegt nördlich und westlich, der Rogosch-Gletscher südöstlich von ihm.
Britische Wissenschaftler kartierten ihn 1978. Die bulgarische Kommission für Antarktische Geographische Namen benannte ihn 2013 nach der Ortschaft Manastir im Süden Bulgariens.